# Паскаленко, Любовь Алексеевна
Любовь Алексеевна Паскаленко (рум. Liubovi Pascalenco; род. 20 октября 1990, Кишинёв, Молдавская ССР, СССР) — российская баскетболистка, выступала в амплуа центрового. Неоднократная призёрка многих международных соревнований в составе молодёжных сборных России по баскетболу. Мастер спорта России международного класса (2011), мастер спорта России (2010). Входила в тройку самых высокорослых баскетболисток в чемпионате России.

## Биография
Паскаленко Любовь — первые свои шаги в баскетболе начинала в Кишинёве. Переехав в Санкт-Петербург она стала воспитанницей спортшколы Василеостровского района, где попала в руки знаменитых тренеров-преподавателей Киры Александровны и Владимира Иосифовича Тржескал. Отстаивая честь санкт-петербургского баскетбола она выигрывала в детско-юношеской баскетбольной лиге (ДЮБЛ) сначала «бронзу» (2005/06), а затем и «серебро» (2007/08). В 15 лет Любовь дебютировала во второй команде «Балтийской Звезды», которая играла в Высшей лиге, но первую свою игру за основной состав в «Суперлиге» она сыграла 17 января 2010 года против «Спарты энд К». К тому времени Паскаленко стала привлекаться за сборную России разных возрастов и причём небезуспешно.
В 2008 году она становится «серебряной» призёркой чемпионата Европы среди юниорок, проводя в среднем за матч 7,6 минут на площадке. Особенно удачным был матч со сборной Францией в последнем туре группового турнира, где Любовь набрала больше всего в команде очков и подборов — 13 и 9 соответственно.
В 2010 году баскетболистка выиграла молодёжный чемпионат Европы, в финальном матче с Испанией она внесла значительный вклад в победу — за 13 минут (8-й показатель в команде) набрала 9 очков (4-й показатель), сделала 7 подборов (лучший показатель вместе с Шиловой).
В питерском «Спартаке» с каждым сезоном Любовь получает больше игровой практики, в сезоне 2010/11 она вместе с командой становится «серебряным» призёром Балтийской женской баскетбольной лиги. По окончании сезона, как студент ИНЖЭКОНа, Любовь выступала за студенческую сборную России на Универсиаде в Китае.
После того как перед началом следующего сезона (2011/12) практически разбежалась вся команда «Спартак» Паскаленко становится основным центровым, постоянно выходя в стартовой пятёрке в матчах чемпионата России. И в мае 2012 года она получает вызов в резервную команду сборной России на игры со сборной Белоруссии. Отыграв две игры, Любовь показала следующие результаты: 2 очка, 5 подборов в первой игре и 8 очков, 4 подбора, 2 перехвата — во второй.
В сезоне 2012/13 «Спартак» отказывается от участия в элите — «Премьер-лиге» и Любовь, по взаимному соглашению, прекращает своё выступление за питерцев и переезжает в Новосибирск.

### Статистика выступлений за клубы (средний показатель)
| Клуб                                    | Сезон   | Чемп. | Чемп.    | Чемп.    | Чемп.   | Кубок России* | Кубок России* | Кубок России* | Кубок России* | Еврокубки | Еврокубки | Еврокубки | Еврокубки |
| Клуб                                    | Сезон   | Игр   | Очк      | Подб     | Перед   | Игр           | Очк           | Подб          | Перед         | Игр       | Очк       | Подб      | Перед     |
| --------------------------------------- | ------- | ----- | -------- | -------- | ------- | ------------- | ------------- | ------------- | ------------- | --------- | --------- | --------- | --------- |
| «Спартак» (Санкт-Петербург) «Спартак-2» | 2007-08 | 15    | 12,3     | 8,5      | 0,9     | -             | -             | -             | -             |           |           |           |           |
| «Спартак» (Санкт-Петербург) «Спартак-2» | 2008-09 | 12    | 9,7      | 8,1      | 1,9     | 5             | 10,0          | 5,2           | 1,6           |           |           |           |           |
| «Спартак» (Санкт-Петербург) «Спартак-2» | 2009-10 | 1 21  | 0 11,0   | 1 8,3    | 0 1,3   |               |               |               |               |           |           |           |           |
| «Спартак» (Санкт-Петербург) «Спартак-2» | 2010-11 | 20 11 | 4,6 14,8 | 4,3 12,1 | 0,8 1,1 |               |               |               |               | 19        | 8,7       | 7,5       | 0,8       |
| «Спартак» (Санкт-Петербург) «Спартак-2» | 2011-12 | 22 13 | 5,2 12,9 | 3,8 10,5 | 0,5 2,2 | 3             | 4,3           | 3,3           | 1,3           |           |           |           |           |
| «Динамо-ГУВД» (Новосибирск)             | 2012-13 | 18    | 4,4      | 4,4      | 0,7     | 3             | 9,0           | 4,3           | 1,3           | 8         | 2,9       | 3,5       | 0,5       |

* — пунктиром выделена статистика выступлений в Кубке В.Кузина (отборочный турнир к Кубку России)

### Статистика выступлений за сборную России (средний показатель)
| Сборная        | Сезон | Место | Чемпионат | Чемпионат | Чемпионат | Чемпионат |
| Сборная        | Сезон | Место | Игр       | Очк       | Подб      | Перед     |
| -------------- | ----- | ----- | --------- | --------- | --------- | --------- |
| ЧЕ (до 18 лет) | 2008  | 2     | 7         | 4,7       | 2,9       | 0,1       |
| ЧМ (до 19 лет) | 2009  | 6     | 8         | 3,8       | 3,1       | 0,1       |
| ЧЕ (до 20 лет) | 2010  | 1     | 5         | 4,2       | 3,0       | 0,2       |
| Универсиада    | 2011  | 5     | 4         | 5,5       | 4,5       | 0,8       |

## Достижения
- Чемпион Европы среди молодёжных команд: 2010
- Серебряный призёр чемпионата Европы среди юниорок: 2008
- Серебряный призёр Балтийской лиги: 2011